# Talsperre Schömbach

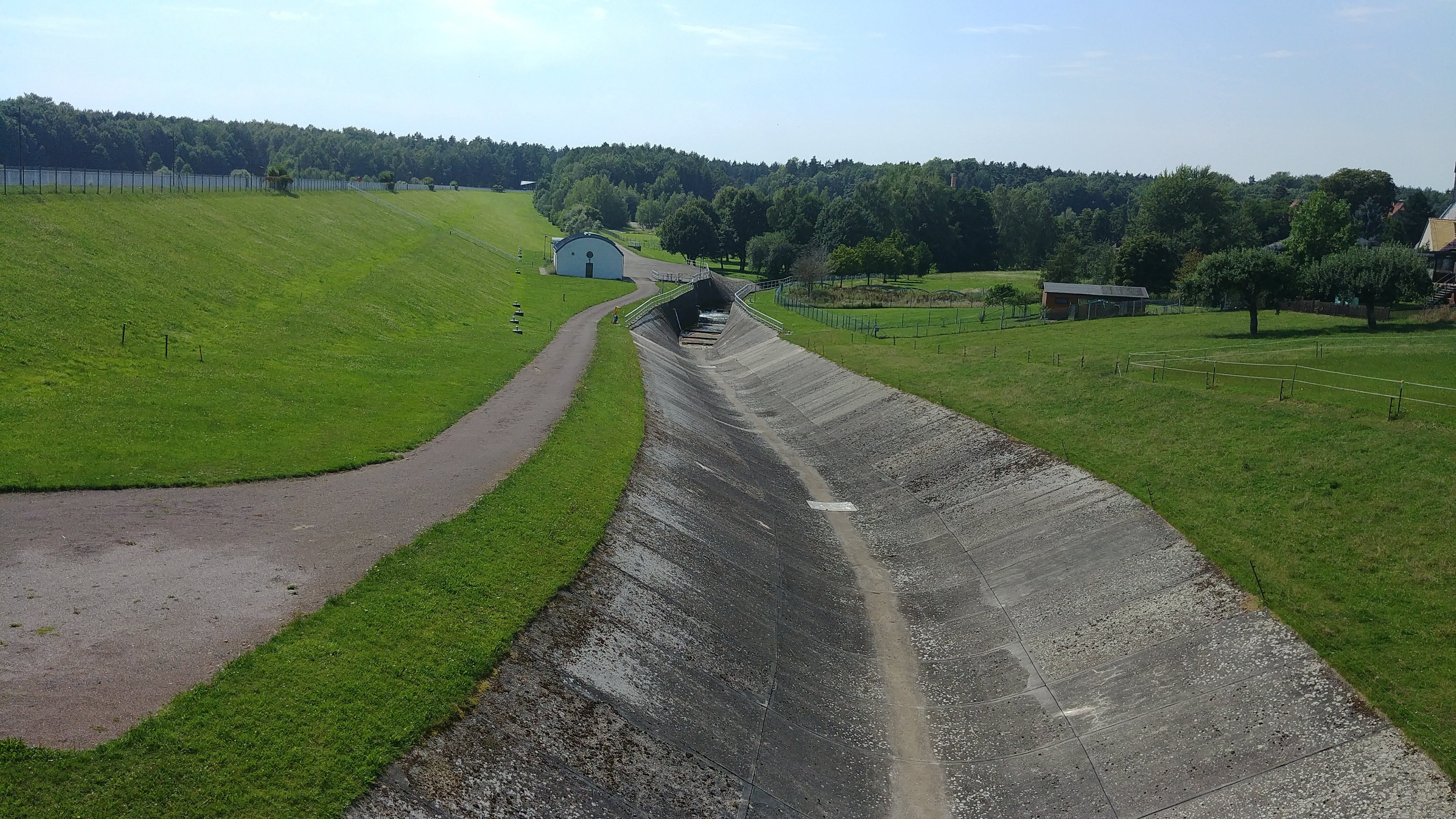
Flutrinne hinter dem Damm

Die Talsperre Schömbach ist eine Talsperre, die auf der Grenze zwischen Sachsen und Thüringen liegt. Sie wurde ursprünglich als Hochwasserrückhaltebecken gebaut und später zur Talsperre umfunktioniert. 

## Beschreibung
Die Talsperre wurde von 1967 bis 1977 zum Hochwasserschutz errichtet, da durch den Tagebau flussabwärts natürliche Retentionsflächen (Überflutungsflächen) wegfielen.
Den Namen erhielt die Talsperre vom östlich von ihr gelegenen Dorf Schömbach, von dem einige Bauernhöfe für den Bau der Talsperre aufgegeben werden mussten. Die gestauten Gewässer sind die Wiera und die Leuba. Der Ablauf der Talsperre speist die Wyhra. Die Talsperre dient der Brauchwasserversorgung für die Landwirtschaft, der Niedrigwasseraufhöhung, dem Hochwasserschutz, der Fischerei und dem Vogelschutz.
Die Talsperre verfügt über einen „gewöhnlichen“ Hochwasserschutzraum von 6,21 Mio. m³, der ein Teil des Speicherraums von 7,71 Mio. m³ ist. Darüber hinaus gibt es einen „außergewöhnlichen“ Hochwasserschutzraum von 2,92 Mio. m³, der zusammen mit dem Speicherraum von 7,71 Mio. m³ den Gesamtstauraum von 10,63 Mio m³ ergibt.

## Absperrbauwerk
Das Absperrbauwerk ist ein Staudamm aus Sandschüttung mit einer Asphaltbeton-Außendichtung. Das Bauwerk wurde von 1967 bis 1972 unmittelbar südlich von Altmörbitz bei Frohburg gebaut und von 1993 bis 1996 instand gesetzt.

## Instandsetzung
Nach einem rund zwanzigjährigen Betrieb der Talsperre traten mit fortschreitender Zeit immer deutlichere Schäden an der Asphaltbetondichtung auf. Schon 1981 und 1989/1990 wurden Versuche zur Instandsetzung der Risse und Blasen mit den damaligen Möglichkeiten unternommen, die jedoch keinen nachhaltigen Erfolg brachten. Von 1994 bis 1996 wurden deshalb umfangreiche Instandsetzungsmaßnahmen durchgeführt: Wesentlicher Bestandteil war die grundhafte Erneuerung der oberen Dichtungsschichten einschließlich Aufbringen einer Verschleißschicht (Mastix). Nachdem die Talsperre vollständig entleert war, wurde zunächst der Wellenbrecher auf der Dammkrone abgebrochen. Auf der gesamten Länge wurde am wasserseitigen Dammfuß ein Teil des Lehmschlages vorübergehend aufgedeckt. Es folgte das Abfräsen der schadhaften Bitumenschicht. Der Einbau der neuen Asphaltbetondichtung auf der geneigten Dammfläche wurde mit einem horizontal arbeitenden und über 22 Meter langen Brückenfertiger realisiert. Außerdem wurden die Betonbauteile des Einlaufbauwerkes sowie die nördliche und östliche Abschlusswand der Hochwasserentlastung instand gesetzt.
Auch die Absperr- und Regelorgane des Grundablasses wurden überholt und teilweise erneuert. Im Zuge der Baumaßnahmen verbesserte sich das Erscheinungsbild. Auf dem Damm wurde ein Geländer errichtet, Zäune und Tore wurden erneuert und die Betriebsgebäude, die mit modernster Mess-, Steuer- und Übertragungstechnik ausgerüstet sind, erhielten ein neues Aussehen.
Seit 1995 ist die Dammstraße für Fußgänger freigegeben. Interessierte Besucher können sich am Aussichtspavillon über Aufgabe und Entstehung der Talsperre Schömbach informieren. Im darauf folgenden Jahr 1996 erfolgte die Betoninstandsetzung des Hochwasserüberfallrückens und der Schussrinne. Auch wurde das Drainagesystem des Dammes modernisiert und der ehemals offene, 350 m lange Sickerwassergraben mit Filtern versehen, verrohrt, zugeschüttet und angesät. Das anfallende Sickerwasser wird nun gezielt abgeführt und im neu errichteten Messhaus zusammengeführt und mengenmäßig überwacht. Nach dem Augusthochwasser 2002 zeigte sich, dass zum Schutz der Unterlieger eine schnellere Vorentlastung der Stauanlage von Nutzen sein kann. Aus diesem Grund wurde in den Jahren 2007/2008 in den Hochwasserüberfallrücken eine Schützenanlage eingebaut, die, wenn es der Unterlauf zulässt, bei Hochwasserereignissen einen schnelleren zwischenzeitlichen Abstau der Talsperre ermöglicht.
2008 musste die Verschleißschicht (Mastix) auf der Asphaltdichtung erneuert werden. Diese schützt die Dichtung vor UV-Licht und trägt damit wesentlich zur Verlängerung ihrer Lebensdauer bei. Im Zuge dieser Arbeiten wurden auch Schadstellen in der Asphaltbetondichtung ausgebessert. Um auch in den kommenden Jahren einen stabilen Betrieb der Talsperre zu gewährleisten, sind ständig Kontrollen und Funktionsproben aller Anlagenteile durch das Staupersonal durchzuführen. Damit können Abweichungen erkannt und Beeinträchtigungen der Funktionalität der Talsperre vermieden werden.

## Freizeitmöglichkeiten
Am Stausee bietet sich die Gelegenheit zum Angeln und Wandern. Der Staudamm ist begehbar, am Westende des Damms befindet sich ein Aussichtspunkt. Es gibt keinen Wanderweg, der direkt am Stausee entlang um ihn herumführt. Direkt westlich der Talsperre befindet sich das Naturschutzgebiet Leinawald. Am Südufer liegt der Ort Langenleuba-Niederhain (Landkreis Altenburger Land, Thüringen). 

## Bilder

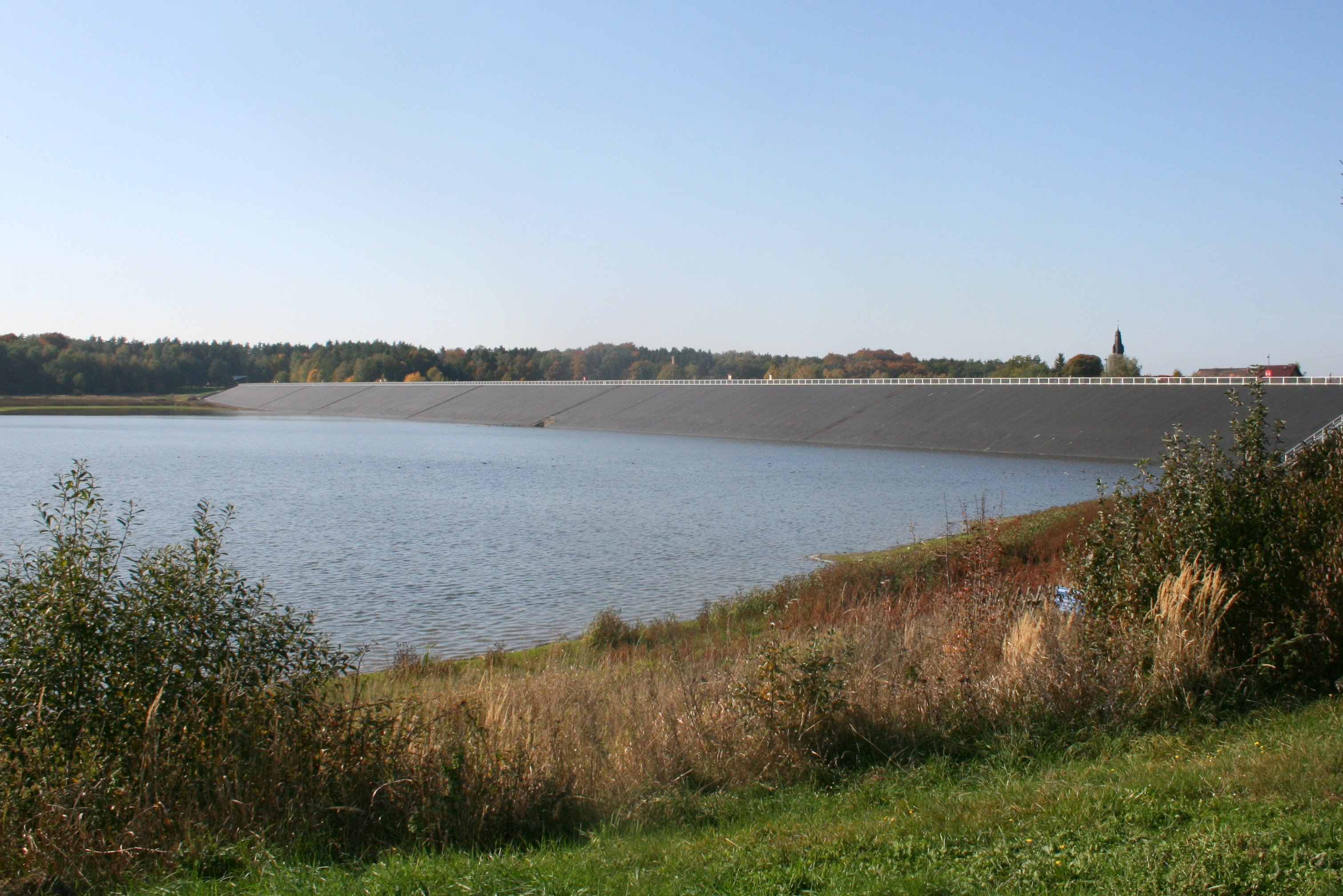
Der Staudamm
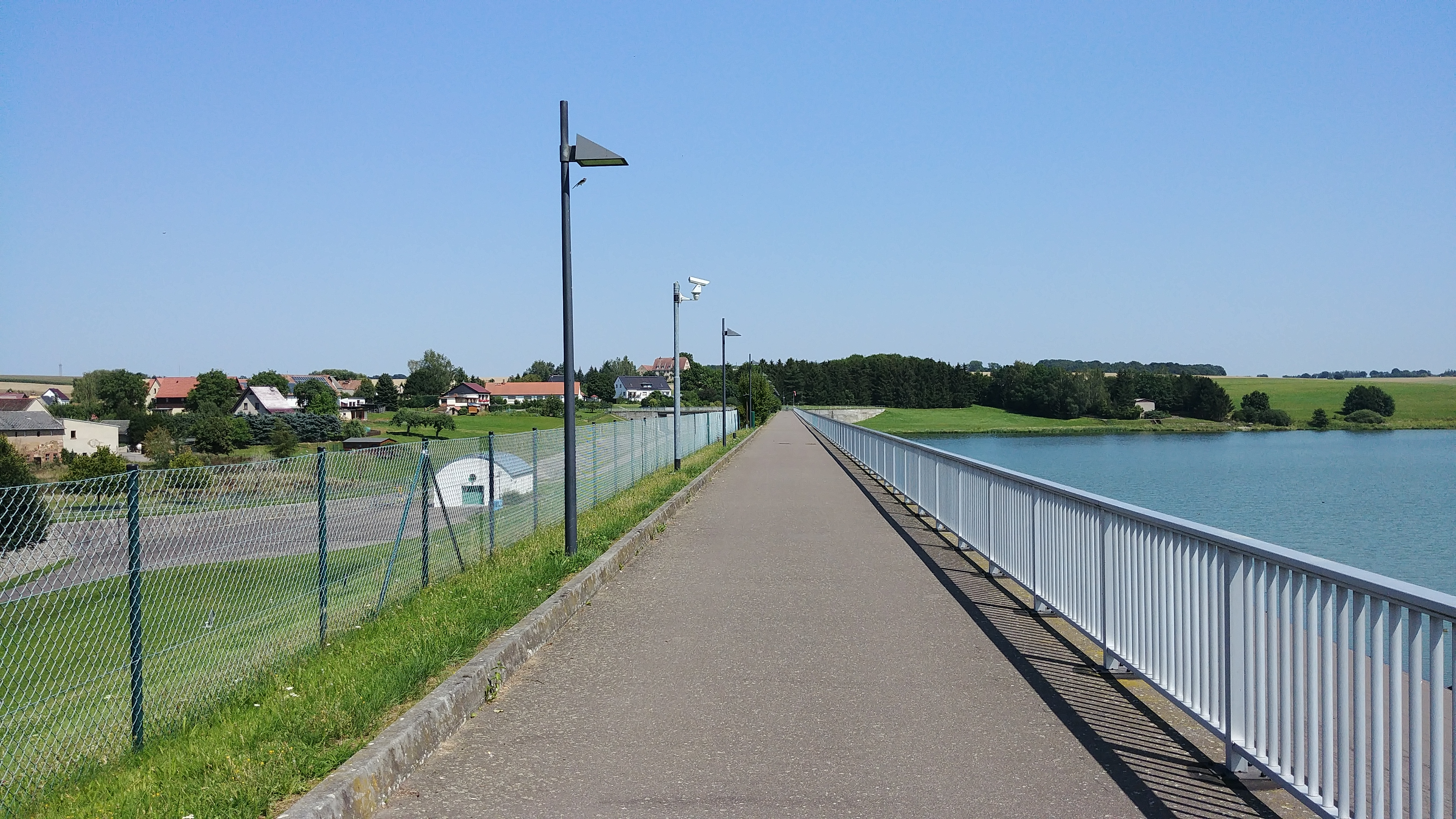
Dammkrone
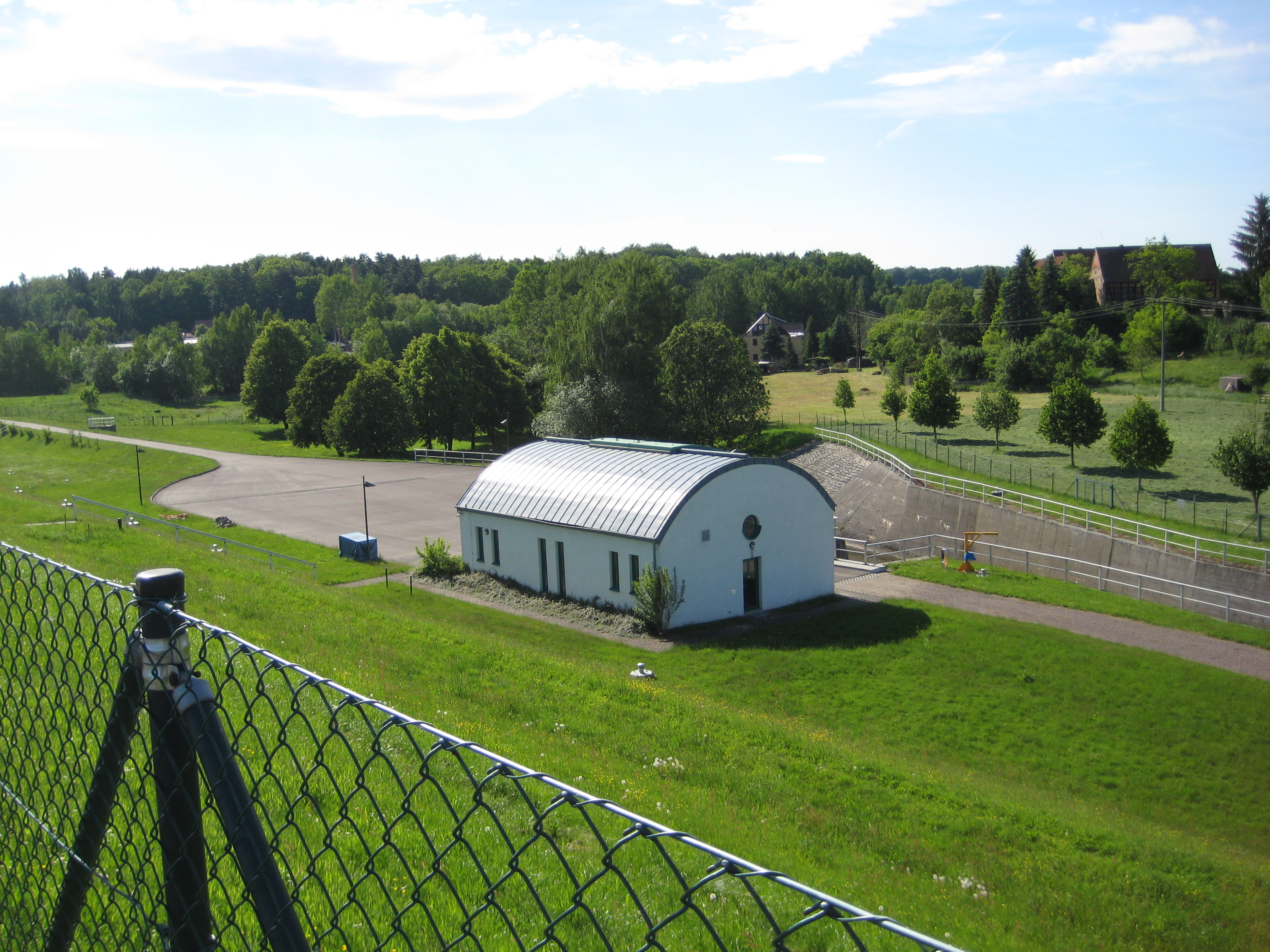
Gebäude hinter dem Damm
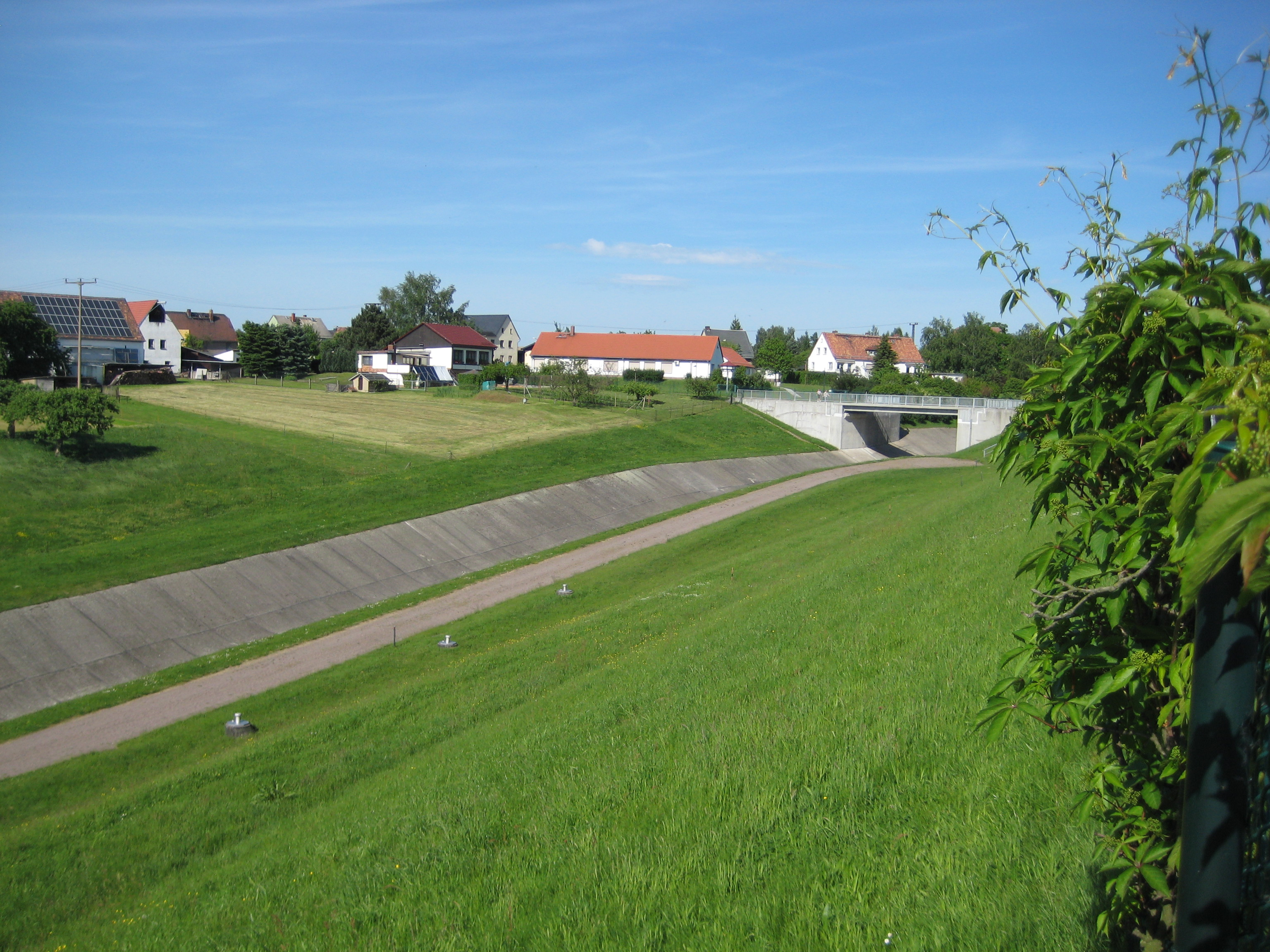
Flutrinne hinter dem Damm
- Rundblick auf der Staumauer